# Dwight Pezzarossi
Dwight Anthony „Tanque” Pezzarossi García (ur. 4 września 1979 w mieście Gwatemala) – gwatemalski piłkarz pochodzenia włoskiego grający na pozycji napastnika, trener piłkarski i polityk.
W latach 2014–2015 był ministrem sportu i kultury w rządzie prezydenta Otto Péreza.

## Kariera klubowa
Karierę piłkarską Pezzarossi rozpoczął w klubie CSD Comunicaciones. W 1996 roku zadebiutował w jego barwach w pierwszej lidze gwatemalskiej. Grał w nim do 2000 roku i w tym okresie wywalczył mistrzostwo Gwatemali w latach 1997, 1998 i 1999 oraz mistrzostwo fazy Apertura w 1999 roku.
W 2000 roku Pezzarossi wyjechał do Argentyny i został zawodnikiem Argentinos Juniors z Buenos Aires. Następnie w latach 2001–2002 grał w Chile, w CD Palestino, a następnie w Santiago Wanderers.
W sezonie 2002/2003 Pezzarossi został zawodnikiem hiszpańskiego Racingu de Ferrol. W 2003 roku spadł z nim z Segunda División do Segunda División B. Na początku 2004 roku odszedł do Boltonu Wanderers, jednak nie wystąpił w nim w żadnym meczu Premier League.
W 2004 roku Pezzarossi wrócił do CSD Comunicaciones. Na początku 2006 roku ponownie został piłkarzem Racingu de Ferrol. Jesienią 2006 rozegrał jeden mecz w barwach Numancii. W 2007 roku został piłkarzem Deportivo Marquense, a latem 2007 – CSD Comunicaciones. W 2008 roku wywalczył mistrzostwo Apertury, a w sezonie 2010/2011 – Apertury i Clausury.
| Sezon   | Klub                | Kraj      | Rozgrywki          | Mecze | Bramki |
| ------- | ------------------- | --------- | ------------------ | ----- | ------ |
| 1996/97 | CSD Comunicaciones  | Gwatemala | Liga Nacional      | ?     | ?      |
| 1997/98 | CSD Comunicaciones  | Gwatemala | Liga Nacional      | ?     | ?      |
| 1998/99 | CSD Comunicaciones  | Gwatemala | Liga Nacional      | ?     | ?      |
| 1999/00 | CSD Comunicaciones  | Gwatemala | Liga Nacional      | ?     | ?      |
| 2000/01 | Argentinos Juniors  | Argentyna | Primera División   | 7     | 0      |
| 2001    | CD Palestino        | Chile     | Primera División   | 23    | 13     |
| 2002    | Santiago Wanderers  | Chile     | Primera División   | 6     | 0      |
| 2002/03 | Racing de Ferrol    | Hiszpania | Segunda División   | 25    | 5      |
| 2003/04 | Racing de Ferrol    | Hiszpania | Segunda División B | 11    | 4      |
| 2003/04 | Bolton Wanderers    | Anglia    | Premier League     | 0     | 0      |
| 2004/05 | CSD Comunicaciones  | Gwatemala | Liga Nacional      | 29    | 9      |
| 2005/06 | CSD Comunicaciones  | Gwatemala | Liga Nacional      | 6     | 0      |
| 2005/06 | Racing de Ferrol    | Hiszpania | Segunda División   | 11    | 3      |
| 2006/07 | CD Numancia         | Hiszpania | Segunda División   | 1     | 0      |
| 2006/07 | Deportivo Marquense | Gwatemala | Liga Nacional      | ?     | ?      |
| 2007/08 | CSD Comunicaciones  | Gwatemala | Liga Nacional      | 24    | 6      |
| 2008/09 | CSD Comunicaciones  | Gwatemala | Liga Nacional      | 22    | 4      |
| 2009/10 | CSD Comunicaciones  | Gwatemala | Liga Nacional      | 17    | 0      |
| 2010/11 | CSD Comunicaciones  | Gwatemala | Liga Nacional      |       |        |

## Kariera reprezentacyjna
W reprezentacji Gwatemali Pezzarossi zadebiutował 19 stycznia 2000 roku w przegranym 0:2 towarzyskim meczu z Salwadorem. W swojej karierze trzykrotnie był powoływany do kadry na Złoty Puchar CONCACAF. W 2005 roku był w kadrze na Złoty Puchar CONCACAF 2005, jednak nie rozegrał na nim żadnego meczu.
Z kolei w 2007 roku Pezzarossi zagrał w 2 meczach Złotego Pucharu CONCACAF 2007: z Salwadorem (1:0) i z Trynidadem i Tobago (1:1).
W 2011 roku Pezzarossi został powołany do kadry na Złoty Puchar CONCACAF 2011.